# Robert Cambert
Robert Cambert (Parigi, 1628 – Londra, 1677) è stato un compositore francese.

## Biografia

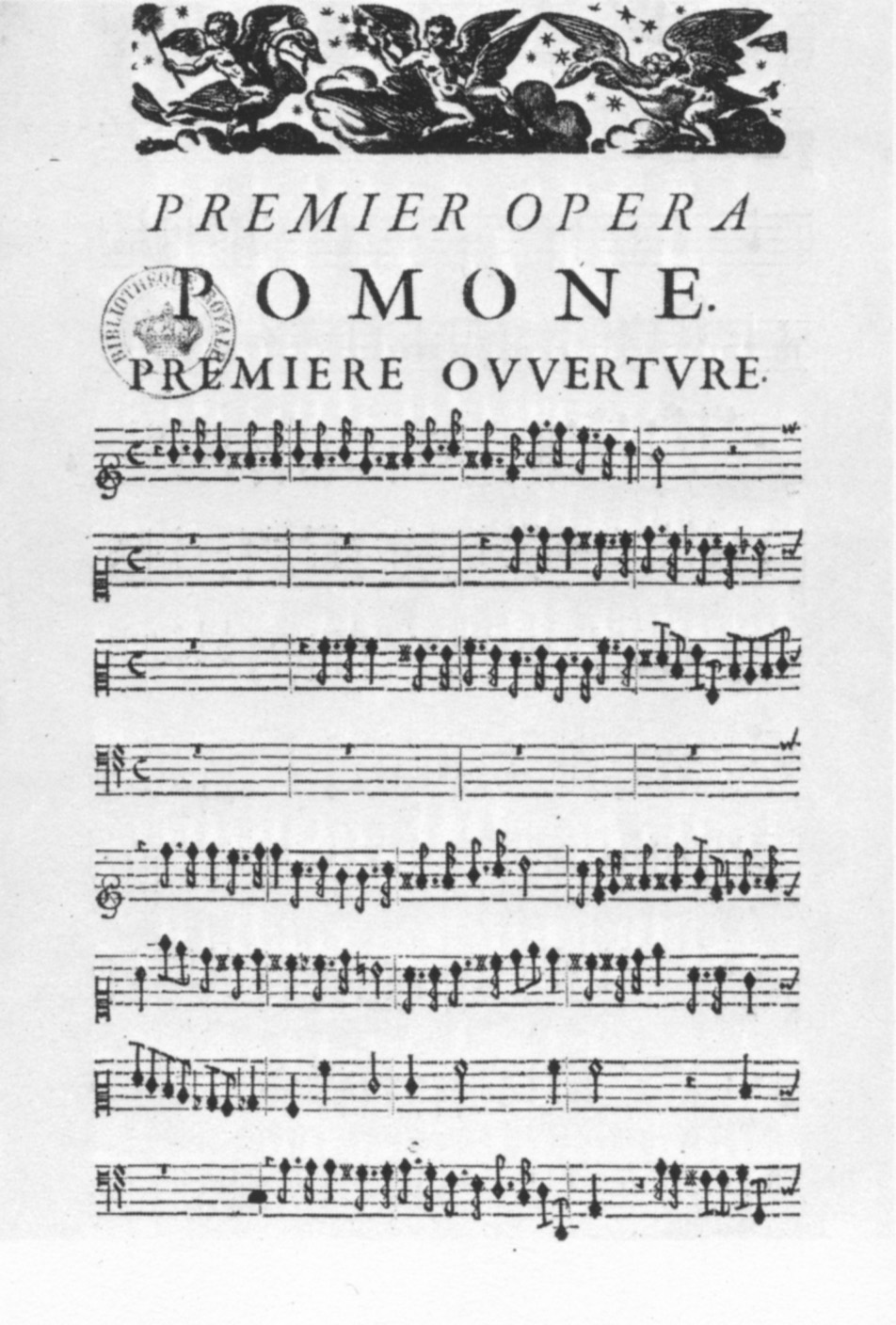
Ouverture del Pomone, stampato da Robert III Ballard intorno al 1672.

Dopo aver studiato musica, intraprese la carriera di organista, prima di diventare consulente musicale di Anna d'Austria.
Cambert iniziò a collaborare con il poeta Pierre Perrin intorno al 1657, realizzando opere drammatiche. concerti sacri o profani, oltreché lavorando come direttore d'orchestra.
Su richiesta del Mazarino, nel 1647 compose un'opera italiana intitolata La Pastorale, che ebbe un buon successo. 
Seguirono altre opere degne di nota, quali Adonis.
Nel 1659 Pastorale d'Issy con il libretto di Pierre Perrin ebbe la prima assoluta a Issy-les-Moulineaux.
Nel 1662, fu nominato maestro e compositore di musica della regina madre Anna d'Austria (1601-1666). Il 31 gennaio 1666 diresse un De profundis per i suoi funerali.
Nell'autunno del 1664 diresse la musica del Princesse d'Élide di Molière; compose inoltre nel 1666 il Trio de Cariselli per un'opera teatrale di Brécourt, pubblicata con il libretto.
Nel 1669, assieme a Pierre Perrin, divenne membro fondatore dell'Academie Royale de Musique, conosciuta anche come Académie d'Opéra.
Due anni dopo mise in scena all'Opera di Parigi Pomone con il libretto di Perrin (146 recite) e Les peines et les plaisirs de l'amour.
Proseguì la sua carriera a Londra dove nell'autunno del 1673 creò una Royal Academy of Music, e mise in scena vari spettacoli, tra i quali una pastorale intitolata Ballet and Music for the Entertainment of the King of Great Britain, e nel mese di marzo 1674, una versione riveduta di Arianna e Bacco, parzialmente ricostruita in collaborazione con Louis Grabu.

## Opere

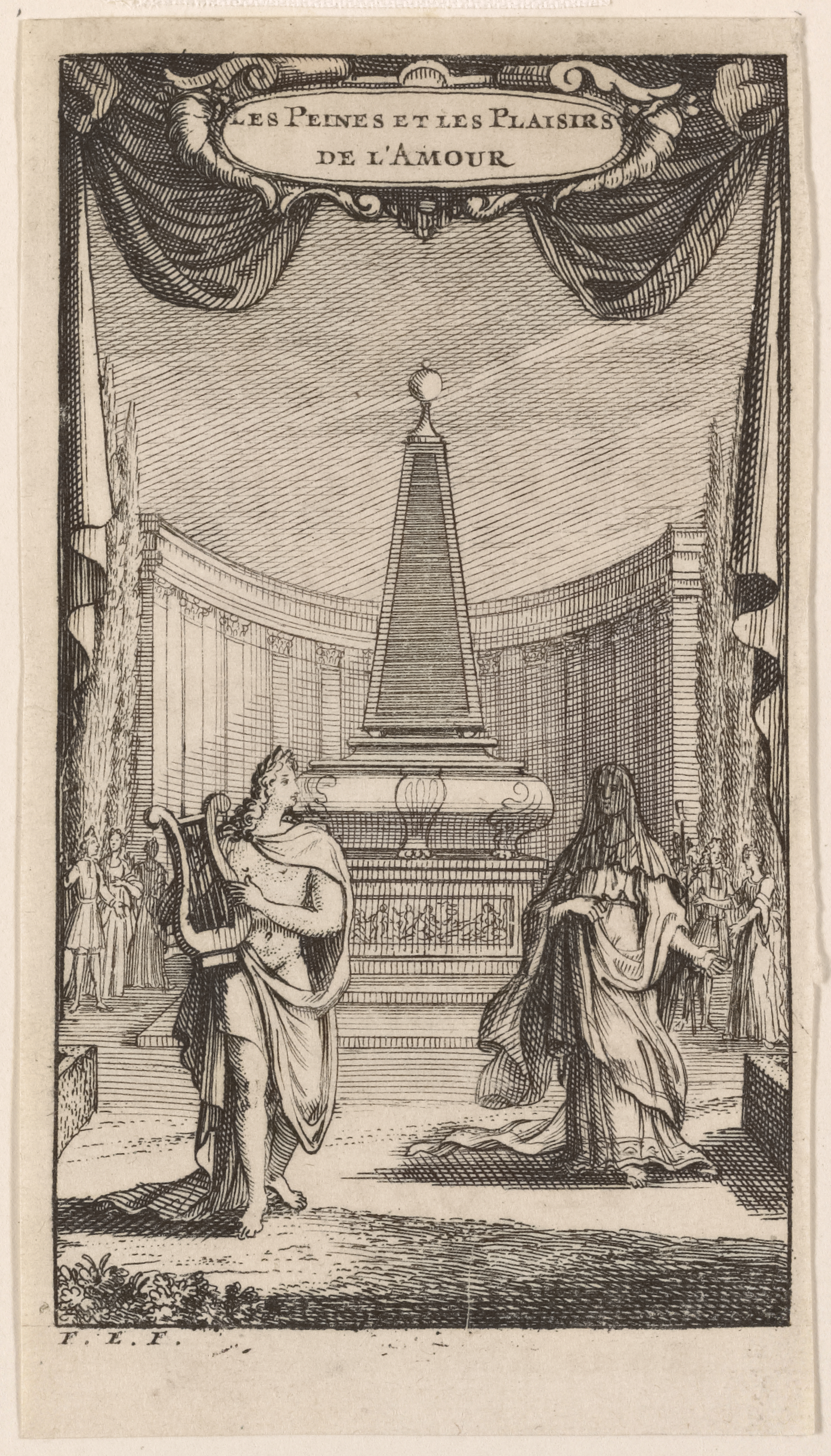
Frontespizio di Les peines et les plaisirs de l'amour del 1703.

### Musica drammatica
- La Muette ingrate, elegia a tre voci in una sorta di dialogo, (1658).
- La Pastorale d’Issy, opera in cinque atti su un libretto di Pierre Perrin, (1659).
- Ariane, ou Le mariage de Bacchus, opera in cinque atti su un libretto di Pierre Perrin. Commedia in musica con un prologo e 5 atti, commissionati da Mazzarino e non rappresentati a causa della sua morte.
- Pomone, pastorale in 5 atti e un prologo, su un libretto di Pierre Perrin, (1671).
- Les Peines et les Plaisirs de l’amour, eroico-pastorale in 5 atti e un prologo su un libretto di Gabriel Gilbert, (1672).
- Ballet et musique pour le divertissement du roy de la Grande-Bretagne, pastorale in 8 scene intervallate da sei voci di balletto, su un libretto di Sebastien Brémond e una coreografia di Favier, (1674).

### Musica da palcoscenico
- "Trio de Cariselli", basato sull'opera di Guillaume Marcoureau de Brécourt intitolata "L'invisibile gelosia", (1666).

### Arie
- Airs à boire, la collezione contiene 22 brani, con 2 o 3 voci e basso continuo, con diversi dialoghi. I testi sono per la maggior parte di Pierre Perrin, (1665).
- Airs de differens compositeurs, contenente i seguenti brani : En quel estat charmant, Affreuse nuit sous tes nuages sombres, Sommeil doux charme de nos sens, Helas vous demandez Iris,Ah qu'après les ennuys d'une cruelle absence, Des pleurs que je respens, i brani sono divisi in tre manoscritti pubblicati da Paul Brunold, nella "Revue de Musicologie", (1927-1928).
- Vari testi di musica per Pour des airs de cour, Airs à boire, Dialogues, Noëls, Motets, Chansons de toute sorte, oltreché su musiche di Molinier, Cambefort, Lambert, Perdigal, Cambert, Martin.

### Mottetti
I mottetti di Cambert non sono stati pubblicati e sono persi.